# Annona dolabripetala
Annona dolabripetala là loài thực vật có hoa thuộc họ Na. Loài này được Giuseppe Raddi miêu tả khoa học đầu tiên năm 1820.